# كواليدرو
بلدية كواليدرو (بالإسبانية: Cualedro) هي بلدية تقع في مقاطعة أورينسي التابعة لمنطقة غاليسيا شمال غرب إسبانيا.

## الديموغرافيا
بلغ عدد سكان بلدية كواليدرو 1.993 نسمة عام 2011 (وفقاً للمعهد الوطني للإحصاء الإسباني).
| 2.542 | 2.469 | 2.405 | 2.234 | 2.148 | 2.049 | 1.993 |